# Luis Carlos Quartarollo
Luis Carlos Quartarollo (Piracicaba, 16 de dezembro de 1957) é um radialista e comentarista esportivo brasileiro.

## Carreira
Começou a carreira de radialista em fevereiro de 1972, na rádio Voz Agrícola do Brasil. A sua atuação chamou a atenção das emissoras de rádio da Capital e em 1982 ingressou na rádio Gazeta AM e, depois, foi para a rádio Record, integrar a equipe comandada por Osmar Santos. Trabalhou durante todos esses anos usando o nome de Luis Carlos Santos, referência ao seu time de coração.
Seu trabalho mais marcante foi pela rádio Jovem Pan, onde ficou por 26 anos, de 3 de novembro de 1989 até o dia 6 de junho de 2016. Na emissora, passou a ser chamado de Luis Carlos Quartarollo por seu colega Milton Neves. Na Jovem Pan também tinha um blog, o "Blog do Quartarollo".
A partir de agosto de 2016, passa a trabalhar na Rádio Estadão, onde cobre as Olimpíadas e Paralimpíadas daquele ano e participa do programa "Estadão Esporte Clube".
No ano seguinte, fez participações às segundas-feiras no programa Os Donos da Bola, da Band.
Em 2018, segue para a Rádio Capital. Em paralelo, trabalha também na Rádio Ipanema FM de Sorocaba.
Trabalhou como comentarista esportivo no canal Fox Sports entre abril de 2019 e dezembro de 2020, participando prioritariamente no programa Tarde Redonda.
Desde 2019, tem um site chamado "Futebol em Rede" onde, junto com Fábio Seródio, possuem blogs, programas no YouTube e Facebook e um podcast.

### Prêmios
É ganhador de 3 Prêmios ACEESP como melhor Repórter de Rádio:
| Ano  | Prêmio                                                                     | Categoria          | Resultado | Ref.   |
| ---- | -------------------------------------------------------------------------- | ------------------ | --------- | ------ |
| 2001 | Troféu ACEESP (Associação dos Cronistas Esportivos do Estado de São Paulo) | Repórter de Rádio  | Venceu    | [ 12 ] |
| 2003 | Troféu ACEESP (Associação dos Cronistas Esportivos do Estado de São Paulo) | Repórter de Rádio  | Venceu    | [ 13 ] |
| 2006 | Troféu ACEESP (Associação dos Cronistas Esportivos do Estado de São Paulo) | Repórter de Rádio  | Venceu    | [ 14 ] |
| 2011 | Troféu ACEESP (Associação dos Cronistas Esportivos do Estado de São Paulo) | Repórter de Rádio  | Indicado  | [ 15 ] |
| 2013 | Troféu ACEESP (Associação dos Cronistas Esportivos do Estado de São Paulo) | Repórter de Rádio  | Indicado  | [ 16 ] |
| 2022 | Troféu ACEESP (Associação dos Cronistas Esportivos do Estado de São Paulo) | Troféu Ely Coimbra | Venceu    | [ 17 ] |

## Vida pessoal
É irmão do também radialista Antônio José Quartarollo, o Tony José.
Casado, tem duas filhas.